# GNOME Archive Manager
El GNOME Archive Manager (en català conegut com a Gestor de fitxers i abans conegut com a File Roller) és l'arxivador de fitxers (programari de compressió de dades) de GNOME.

## Característiques
File Roller pot:
- Crear i modificar arxius.
- Veure el contingut d'un arxiu.
- Veure una carpeta continguda en un arxiu.
- Extreure fitxers i carpetes de fitxers d'un arxiu.

## Formats de fitxer
File Roller té suport per als següents formats de fitxer:
- 7z (.7z)
- ar (.ar)
- ARJ (.arj)
- gzip (.tar.gz, .tgz)
- bzip (.tar.bz, .tbz)
- bzip2 (.tar.bz2, .tbz2)
- xz (.tar.xz)
- compress (.tar.Z, .taz)
- Executable portable (.exe, .dll)
- lzip (.tar.lz, .tlz)
- LZO (.tar.lzo, .tzo)
- JAR (.jar, .ear, .war)
- LHA (.lzh)
- RAR (.rar)
- StuffIt (.bin, .sit)
- tar
- ZIP (.zip)
- Zoo (.zoo)
- Fitxers comprimits amb gzip, bzip, bzip2, compress, lzip, LZO, xz
- Imatges ISO (.iso) (read-only)
- DEB (.deb) (read-only)
- RPM (.rpm) (read-only)

## Limitacions
Mentre que File Roller pot usar diversos formats (7z, rar...) amb els connectors adients, no permet la compressió de fitxers usant diferents nivells de compressió mitjançant una interfície gràfica d'usuari (Ràpida, Normal/Ràpida, etc.), cosa que sí que poden fer altres gestors d'arxius.